# Lycosa proletarioides
Lycosa proletarioides är en spindelart som beskrevs av Cândido Firmino de Mello-Leitão 1941. 
Lycosa proletarioides ingår i släktet Lycosa och familjen vargspindlar. Inga underarter finns listade i Catalogue of Life.